# Miles Brown

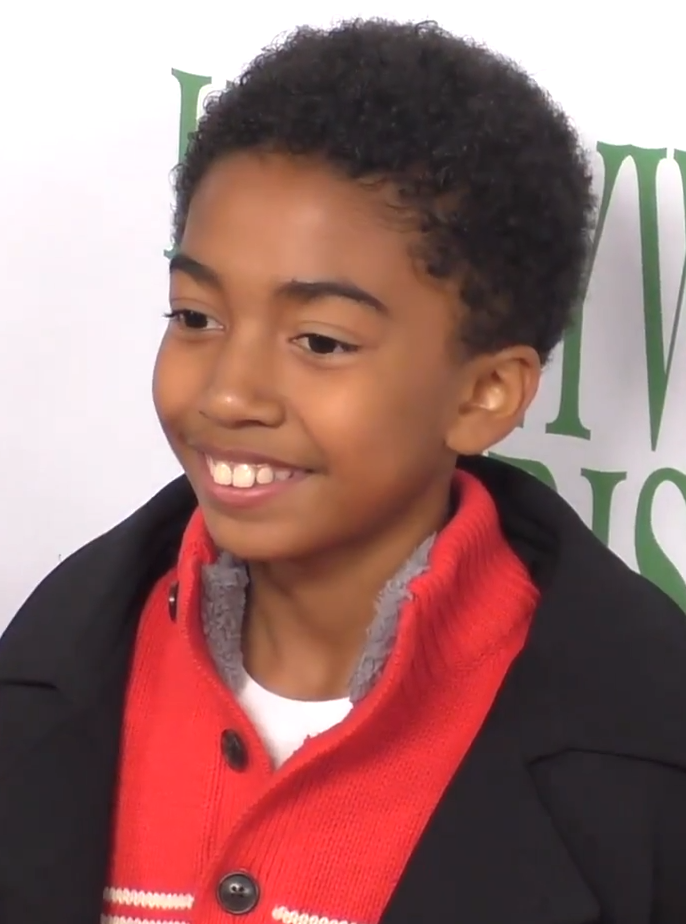
Miles Brown, 2016

Miles Brown (* 28. Dezember 2004 in Oxnard, Kalifornien) ist ein US-amerikanischer Schauspieler (Kinderdarsteller), Synchronsprecher, Rapper und Tänzer. Als Rapper und Tänzer erreichte er unter dem Namen Baby Boogaloo vor allem nationale Bekanntheit, ehe er unter seinem bürgerlichen Namen als Schauspieler auch zunehmend internationale Bekanntheit erlangte.
Vor allem seine Rolle des Jack Johnson in der ABC-Serie Black-ish trug sehr zu dieser Bekanntheit bei.

## Leben und Karriere
Miles Brown wurde als Sohn des Rappers Wildchild und dessen Ehefrau Cyndee Brown um das Jahr 2005 in der kalifornischen Küstenstadt Oxnard geboren, wo er auch an der Seite seiner älteren Schwester Kiana aufwuchs. Nachdem er im Alter von drei Jahren mit dem Tanzen begonnen hatte, trat er bereits nach einem Jahr auf diversen Festivals und anderen öffentlichen Veranstaltungen auf. Am 20. Oktober 2009 trat der damals Vierjährige auch in der The Ellen DeGeneres Show auf, ehe er ein Jahr später mit seinem rund vier Jahre älteren Tanzpartner Bailey „Bailrok“ Munoz als Duo Future FunK an der fünften Staffel von America’s Got Talent teilnahm. Mit Bailrok trat der zu dieser Zeit als Baby Boogaloo auftretende Miles Brown auch in der Halbzeitpause des NBA All-Star-Spiels 2011 und bereits davor im Laufe des NBA All-Star Weekends auf. Vor allem nach seinem Auftritt in America’s Got Talent wurde er laufend als Hip-Hop-Tänzer gebucht. So trat er mit Future FunK auch in einem weiteren NBA-Spiel der Saison 2010/11 zwischen den New York Knicks und Miami Heat in Erscheinung, als die beiden den tip-off zu Beginn des Spiels ausführten. Einen Tag zuvor hatten die beiden einen Auftritt im Madison Square Garden. Nach diversen Auftritten als Tänzer ergänzte er sein Repertoire auch durch Rappen, das er vor allem von seinem Vater erlernte, und trat fort an auch als Rapper in Erscheinung, ehe er ab dem Jahr 2012 eine Karriere als Schauspieler startete. Davor war er bereits in diversen Werbespots und anderen Werbeproduktionen eingesetzt worden, so unter anderem auch für Walt Disney.
Erste nennenswerte Auftritte hatte er 2012 als Tänzer im Tanzfilm Battlefield America sowie in einer Episode von Raising Hope. 2013 folgten Einsätze in Justin Bieber’s Believe und in einer Folge von Shameless. In weiterer Folge wurde er in die ABC-Serie Black-ish gecastet, in der er fort an in der Rolle des Jack Johnson in Erscheinung trat. In der Serie ist er seitdem in einer der Hauptrollen zu sehen und mimt dabei den Sohn von Andre „Dre“ Johnson, Sr (gespielt von Anthony Anderson) und Dr. Rainbow „Bow“ Johnson (gespielt von Tracee Ellis Ross). Für seine bisher dargebotenen Leistungen in der Serie wurde er bei der Verleihung der Young Artist Awards 2015 für einen Young Artist Award in der Kategorie „Beste Nebendarsteller in einer Fernsehserie“ nominiert, konnte sich in dieser Kategorie jedoch nicht gegen die Zwillinge Evan und Ryder Londo von Sons of Anarchy und Eric Osborne von Degrassi: The Next Generation durchsetzen, die sich den Preis teilten. Weiters wurde Brown in diesem Jahr in je einer Episode der Nickelodeon-Serie Die Thundermans und der Comedy-Central-Serie Drunk History eingesetzt und übernahm eine Sprechrolle in einer Folge der Disney-Junior-Serie Goldie & Bear. Hierbei spielt sie, wie in Black-ish, den Zwillingsbruder des von Marsai Martin dargestellten Charakters. In der deutschsprachigen Fassung der Episode von Die Thundermans lieh ihm Carlos Fanselow die Stimme. Weitere Auftritte im Jahr 2015 verzeichnete er im JW-Marriott-Hotels-Kurzfilm Two Bellmen von Regisseur Daniel Malakai Cabrera sowie im Musikvideo zu MALAKAIs Single Queens & Kings.
Bei den Young Artist Awards 2016 folgten Nominierungen in den Kategorien „Herausragende Besetzung in einer Fernsehserie“, wo er zusammen mit Marcus Scribner, Yara Shahidi und Marsai Martin aufgelistet wurde, und „Beste Nebendarsteller in einer Fernsehserie“. In letztgenannter Kategorie konnte er sich dabei gegen die Konkurrenz durchsetzen. Auch bei den Image Awards 2016 spielte die Serie Black-ish eine wichtige Rolle und wurde abermals in zahlreichen Kategorien nominiert. Für Miles Brown kam es dabei zu einer Nominierung in der Kategorie „Outstanding Performance by a Youth (Series, Special, Television Movie or Mini-series)“. In dieser Kategorie musste er sich allerdings Serienkollegen Marcus Scribner geschlagen geben, auch Serienkollegin Marsai Martin war für diesen Preis nominiert.

## Filmografie
Filmauftritte (auch Kurzauftritte)
- 2011: Loving You Is Killing Me von Aloe Blacc (Musikvideo)
- 2012: Battlefield America
- 2013: Justin Bieber’s Believe
- 2015: Two Bellmen (Kurzfilm)
- 2015: Queens & Kings von MALAKAI (Musikvideo)

Serienauftritte (auch Gast- und Kurzauftritte)
- 2012: Raising Hope (1 Episode)
- 2013: Shameless (1 Episode)
- 2014–2022: Black-ish
- 2015: Die Thundermans (The Thundermans) (1 Episode)
- 2015: Drunk History (1 Episode)
- 2015: Goldie & Bear (1 Episode) (Fernsehserie; Sprechrolle)
- 2021: Arcane (3 Episoden, Stimme von junger Ekko)

## Nominierungen und Auszeichnungen
Nominierungen
- 2015: Young Artist Award in der Kategorie „Beste Nebendarsteller in einer Fernsehserie“ für sein Engagement in Black-ish[2]
- 2016: Young Artist Award in der Kategorie „Herausragende Besetzung in einer Fernsehserie“ zusammen mit Marcus Scribner, Yara Shahidi und Marsai Martin für sein Engagement in Black-ish[3]
- 2016: NAACP Image Award in der Kategorie „Beste Nebendarsteller in einer Comedy-Fernsehserie“ für sein Engagement in Black-ish[4]
- 2016: NAACP Image Award in der Kategorie „Outstanding Performance by a Youth (Series, Special, Television Movie or Mini-series)“ für sein Engagement in Black-ish[4]

Auszeichnungen
- 2016: Young Artist Award in der Kategorie „Beste Nebendarsteller in einer Fernsehserie“ für sein Engagement in Black-ish[3]